# Nitin Mukesh
Nitin Mukesh (n. 27 de junio de 1950) es un cantante de playback indio, conocido por su trabajo productivo en películas del cine hindi, así también por los  Bhajans. Pertenece a la familia de Kayastha Punjabi y es hijo de Mukesh (un reconocido cantante). Ha realizado una serie de giras de conciertos a nivel internacional, visitando principalmente los Estados Unidos en 1993 y una gira mundial en el 2006 con su espectáculo denominado "Kal Ki Yaadein", como un homenaje a su padre.
El hijo de Nitin es Neil Nitin Mukesh, un reconocido  actor.
Nitin Mukesh trabajó con notables directores musicales como Mohammed Zahur Khayyam, Laxmikant Pyarelal, Bappi Lahiri, Rajesh Roshan, Nadeem Shravan y  Anand Milind, durante los años 80 y 90.

## Canciones de películas
- "My Name Is Lakhan" (Ram Lakhan)
- "Dil Ne Dil Se" (Aaina)
- "Is Jahaan Ki Nahin Hain" (King Uncle)
- "Chandi Ki cycle" (Bhabhi)
- "paisa bolta hai" (Kala Bazaar)
- "Krishna-Krishna" (Kishan kanhaiya)
- "Tu Mujhe Suna" (Chandni)
- "Jaisi Karni Waisi Bharni" (Jaisi Karni Waisi Bharni)
- "So Gaya Yeh Jahan" (Tezaab)
- "So Gaya Yeh Jahan - Revisited" (Nautanki Saala)
- "Woh Kehte Hain Humse" (Dariya Dil)
- "Zindagi Har Kadam" (Meri Jung)
- "Zindagi Ki Na Toote Ladi" (Kranti)
- "Aaja Re" (Noorie)
- "Wafa Na Raas Aayee, Tujhe Woh Harjayee" (Bewafa Sanam)
- "Duma Dum Mast Kalandar" [Nakabandi]
- "Mere Khayal se Tum" (Balmaa)
- "Zindagi Ka Naam Dosti (Duet/solo)" - (Khudgarz) (1987)
- "Hey Re daya May Apni Daya" Ghar Ghar ki Kahani (1970)-Mukesh,Asha Bhosle,Nitin Mukesh

## Obras con otros cantantes
Nitin Mukesh comenzó su carrera en finales de los años 70 y hasta la fecha tuvo la oportunidad de cantar a dúo con reconocidos intérpretes como Lata Mangeshkar, Asha Bhosle, Anuradha Paudwal, Kavita Krishnamurthy y Alka Yagnik.
| Canción                     | Película(s)                  | Co-intérpretes                                                   |
| --------------------------- | ---------------------------- | ---------------------------------------------------------------- |
| "Hey Re daya May Apni Daya" | Ghar Ghar ki Kahani (1970)   | Mukesh & Asha Bhosle                                             |
| Kranti                      | Kranti (1981)                | Manna Dey, Mahendra Kapoor, Lata Mangeshkar and Shailendra Singh |
| Chana Joor Garam            | Kranti (1981)                | Mohd Rafi, Kishor Kumar & Lata Mangeshkar                        |
| So Gaya Yeh Jahan           | Tezaab (1988)                | Shabbir Kumar and Alka Yagnik                                    |
| My Name is Lakhan           | Ram Lakhan (1989)            | Mohammad Aziz and Anuradha Paudwal                               |
| Hum Pyar Karte Hai          | Dilwale Kabhi Na Hare (1992) | Kumar Sanu and Alka Yagnik                                       |
| Mata Tere Dar Pe            | Hum Se Na Takrana (1990)     | Shabbir Kumar Shailender Singh and Kavita Krishnamurthy          |
| Tu Mujhe Suna               | Chandni (1989)               | Suresh Wadkar                                                    |